# Fontiers-Cabardès
Fontiers-Cabardès é uma comuna francesa na região administrativa de Occitânia, no departamento de Aude. Estende-se por uma área de 8,46 km². Em 2010 a comuna tinha 502 habitantes (densidade: 59,3 hab./km²).